# Valle de Kaghan
El valle de Kaghan (en urdú: وادی کاغان) es un valle en el noreste de distrito de Mansehra de la provincia de Khyber Pakhtunkhwa de Pakistán. Atrae a muchos turistas de todo el mundo. Los habitantes se vieron afectados por el desastre que produjo el terremoto del 8 de octubre de 2005.
El valle de Kaghan lleva el nombre de la ciudad de Kaghan a pesar de que por el río Kunhar fluye a través de la longitud del valle. El valle se extiende 155 km, pasando de una elevación de 2,134 pies (650 m) a su punto más alto, el paso de Babusar, a 13.690 pies (4.170 m).